# MindManager
MindManager là một phần mềm lập bản đồ tư duy thương mại được Mindjet phát triển. Tính đến  tháng 12 năm 2015, MindManager có khoảng hai triệu người dùng, bao gồm những người dùng đáng chú ý như Coca-Cola, Disney, IBM và Walmart.